# رفع الأثقال في دورة الألعاب العربية 1992
دورة الألعاب العربية 1992

## النتائج الكاملة
| وزن         | ذهبية                    | فضية                        | برونزية                 |
| ----------- | ------------------------ | --------------------------- | ----------------------- |
| 60 كلغ      | عز الدين بسباس (الجزائر) | محمد ابراهيم كحلة (الجزائر) | رضا بن عياشي (تونس)     |
| 90 كلغ      | حسان القيسي (لبنان)      | عبد الرحمان عسلي (سوريا)    | محمد كمال محجوب (سوريا) |
| 100 كلغ     | خالد قرني (مصر)          | حسين الشيخ (سوريا)          | صاحب سالم (الجزائر)     |
| 110 كلغ     | ابراهيم حسونة (مصر)      | محمد فياض (سوريا)           | علي شقير (لبنان)        |
| فوق 110 كلغ | محجوب ندا (مصر)          | رضا البطوطي (مصر)           | علي بن مدجاني (الجزائر) |